# آدام جی. سوانی
آدام جی. سِوانی (انگلیسی: Adam G. Sevani; ارمنی: Ադամ Սևանի؛ زادهٔ ۲۹ ژوئن ۱۹۹۲) یک بازیگر، و رقصنده ارمنی‌تبار اهل ایالات متحده آمریکا است.
از فیلم‌ها یا برنامه‌های تلویزیونی که وی در آن نقش داشته‌است می‌توان به پیشرفت باورنکردنی اشاره کرد.

## خانواده
سوانی تباری ارمنی-ایتالیایی دارد. برادرش وی سوانی یکی از اعضای باند ان ال تی بود. سوانی در شهر لس آنجلس، کالیفرنیا بزرگ شد و از دوران جوانی شروع در مرکز رقص سنتز که والدینش پیدا کردند شروع به رقصیدن کرد.

## کار حرفه ای
سوانی در فوریه ۲۰۰۸ در فیلم درام Step_Up_2:_The_Streets در تاچ‌استون پیکچرز، دومین بخش از سری فیلم‌های Step Up طلوع کرد. فیلم متمرکز بود بر روی گروهی از دانش آموزان از یک گروه رقص در مسابقه در خیابان‌ها. عملکرد سوانی در این فیلم که به عنوان رابرت الکساندر سوم «موس» بود توسط منتقدان ستایش شد، مثل منتقدان نیویورک تایمز، برای به تصویر کشیدن یک شخصیت که «ممکن است بدترین نقش خنثی در تاریخ فیلم سازی باشد».
این فیلم که به‌طور کلی انتقاد منفی دریافت کرد. به فروش خالص ۱۵۰ میلیون دلار در سراسر جهان رسید. سوانی برای نقشش در این فیلم جایزه «بهترین دزد صحنه» را در جوایز هالیوود جوان سال ۲۰۰۸ دریافت کرد.
سوانی در سال ۲۰۰۹ برای بازگشت به نقش موس در بخش سوم برنامه‌ریزی شده برای فیلم سه‌گانه Step Up تأیید شد. فیلم در شهر نیویورک با بودجه ۳۰ میلیون دلار فیلمبرداری شد. فیلم Step Up 3D متمرکز روی موس و بهترین دوستش کامیلی در حال حرکت به نیویورک و شروع دانشگاه بود در حالی که شخصیت سوانی درگیر رقص‌های زیر زمینی است. فیلم در آگوست سال ۲۰۱۲ منتشر شد تا به‌طور کلی مورد بررسی منتقدان قرار بگیرد. در اوت سال ۲۰۱۲ این فیلم بیشترین فروش را از سری سگانه Step Up با فروش ۱۵۹ میلیون دلار در سراسر جهان داشت. در ژوئیه سال ۲۰۱۲ سوانی نقش کوتاهی در چهارمین قسمت سگانه Step Up به نام پیشرفت باورنکردنی ایفا کرد.
در اوت ۲۰۱۰ سوانی برای بازی در فیلمی بازسازی شدهٔ از فیلم فرانسوی (LOL (۲۰۰۸ تأیید شد. با بازی در کنار مایلی سایرس، دمی مور و اشلی گرین. فیلم متمرکز بر روی شخصیت مایلی سایرس در حال تمام کردن آخرین سالش در دبیرستان بود. در می ۲۰۱۲ این فیلم محدودیتی برای انتشار در آمریکا دریافت کرد، و مورد انتقاد منتقدان قرار گرفت. اگر چه این فیلم یک شکست مالی داخلی بود ولی در مناطق خارجی موفقیت دریافت کرد.

## رقص
سوانی در موزیک ویدئوهایی مثل آهنگ‌های: Breathe,Stretch, Shake از Mase، آهنگ Switch از Will Smith، آهنگ Church از T-Pain و یک قسمت کوتاه در آهنگ That Girl از گروه NLT. او همچنین برای موزیک ویدئوی گروه NLT به نام Karma رقص طراحی کرده‌است. او به عنوان رقصنده پشتیبان برای عملکرد کوین فدرلین در جوایز برگزیده نوجوانان در سال ۲۰۰۶ اعتبار کسب می‌کند. آدام همچنین با جان ام. چو و تعدادی از رقصنده‌های منطقه کالیفرنیا با بازیگران مشهور یک گروه رقص تشکیل می‌دهد که با نام ACDC یا گروه رقص آدام/چو می‌شناسند. گروه محبوبیت بالایی در یوتیوب در نبرد رقص با مایلی سایرس داشت. نبر با آخرین رقص بین دو گروه در جوایز برگزیده جوانان سال ۲۰۰۸ تمام شد. در نوامبر سال ۲۰۰۸ او یکی از ویژگی‌های ویدیوی ادای احترام مایکل جکسون برای بیست و پنجمین سالگرد ویدئوی 'Thriller' برای هالووین با شرکت ستاره سری‌های Step Up، آلیسون استونر بود.

## فیلمشناسی
| سال  | عنوان                    | نقش                      | نکات              |
| ---- | ------------------------ | ------------------------ | ----------------- |
| ۲۰۰۲ | باشگاه امپراطوران        | سنت بندیکت دانش آموز     |                   |
| ۲۰۰۳ | یادگرفتن هیپ هاپ: قسمت ۲ | خودش                     |                   |
| ۲۰۰۵ | بچه‌های پرواز             | جوئی/آدام                |                   |
| ۲۰۰۸ | Step Up 2:خیابان‌ها       | (رابرت الکساندر سوم (موس | گروه ام اس اِی     |
| ۲۰۰۹ | کارخانه شگفت‌انگیز دیردک  | خودش                     |                   |
| ۲۰۱۰ | Step Up 3D               | (رابرت الکساندر سوم (موس | گروه دزدان دریایی |
| ۲۰۱۲ | پیشرفت باورنکردنی        | (رابرت الکساندر سوم (موس | گروه اوباش        |
| ۲۰۱۲ | اولین بار                | پسر Wurtzheimer          |                   |
| ۲۰۱۲ | خندیدن با صدای بلند      | ون                       |                   |
| ۲۰۱۴ | Step Up: All In          | (رابرت الکساندر سوم (موس | گروه LMNTRIX      |